# Trigonachras acuta
Trigonachras acuta är en kinesträdsväxtart som först beskrevs av William Philip Hiern, och fick sitt nu gällande namn av Ludwig Radlkofer. Trigonachras acuta ingår i släktet Trigonachras och familjen kinesträdsväxter. Inga underarter finns listade i Catalogue of Life.